# حصار كيموخو
حصار كيموخو هو حصار شنه الجيش المصري بقيادة نخاو الثاني علي مدينة كيموخو شرق نهر الفرات حيث حاصر الجيش المصري المدينة  لمدة أربعة أشهر، وانتهى الحصار باستسلام الحامية البابلية وخضوع المدينة تحت السيطرة المصرية.

## خلفية المعركة
كان نخاو الثاني قد أصبح ملكًا على مصر، فتابع سياسة أبيه في مساعدة آشور، ولكي يجعل لمصر صوتًا مسموعًا في سياسة الشرق القديم، وأن يحتفظ بآشور الضعيفة كحاجز بينه وبين القوى الجديدة الخطيرة في الشرق، وأخيرًا ليسترجع الإمبراطورية المصرية المفقودة في سورية وفلسطين. وهكذا فقد أسرع نخاو الثاني لمساعدة آشور، وأرادت الأقدار أن يكون البلد الذي كان هدف الآشوريين لمدة جيلين مضيًا، هو الآن وحده عونهم الوحيد. وفي عام 609 ق.م، ظهر نخاو الثاني كخصم قوي ورئيسي لملك بابل نابو لاسر (626-605 ق.م)، وسرعان ما تقدمت القوات المصرية تحت قيادة الفرعون نفسه نحو حَرَّان لنجدة ملك آشور.
في عام 609 قبل الميلاد، استعاد الملك الآشوري آشور أوباليط الثاني حران من خلال الدعم المصري وانتهت المعركة بهزيمة البابليين.

## المعركة
هزم الجيش المصري القوات البابلية. في عام 606 قبل الميلاد، حاصر الجيش المصري مدينة كيموخو لمدة 4 شهور حتي سقطت واحتل كيموخو، جنوب كركميش في سوريا، مع حامية بابل، وفي وقت لاحق من العام، عبرت القوة المصرية نهر الفرات وهزمت الجيش البابلي في مدينة قراماتي، جنوب كيموهو وشرقها.

### يهوذا
وهناك في «مجدو» اعترض يوشيا ملك «يهوذا» الجيش المصري، فأنذره نخاو بالحسنى ولكنه لم يرضخ له، وهكذا التقى الجيش المصري بالجيش اليهوذي في معركة كتب النصر فيها للمصريين، ودفع «يوشيا» حياته ثمنًا لمغامرته، كما دفعت «يهوذا» ثمن خطئها في تقدير قوة مصر الحقيقية، وأصبحت فلسطين خاضعة لمصر، بل يصح القول استردت مصر فلسطين. وتابع نخاو مسيرته في وسط سورية وشمالها ليقوم بمحاولة أخيرة لمساعدة «آشور» ضد «بابل»، إلا أنه نجح في أن يخضع المدن الاشوريه في سوريا والمدن الواقعة على الساحل «الفينيقي»، وقد يسَّر له ذلك امتلاكه لأسطول في البحر المتوسط. وتقاضى الفرعون تعويضاً كبيراً من «يهوذا»، ثم عين إلياقيم في مكان أخيه، ثم هبط «نخاو» بممتلكات «بيت داود».